# Twin Lakes (comté de Lake, Colorado)
Pour les articles homonymes, voir Twin Lakes.
Twin Lakes est une census-designated place du comté de Lake, dans le Colorado.
Twin Lakes District en est un district historique.

## Démographie
| 2000 | 2010 | - | - | - | - |
| ---- | ---- | - | - | - | - |
| 136  | 171  | - | - | - | - |